# Семе
Семе је репродуктивни биљни орган присутан само код голосеменица и скривеносеменица којим биљка преживљава неповољне услове спољашње средине и у коме се налази клица, зачетак нове биљке. Развија се из семеног заметка, после оплођења. На њему се разликују: семењача и језгро. 
Језгро садржи клицу (ембрион) и ендосперм, или само клицу. Клица настаје из диплоидног зигота, хаплоидне јајне ћелије спојене са хаплоидном сперматичном ћелијом полена. Ендосперм има триплоидан број хромозома јер настаје спајањем секундарне, централне ћелије ембрионове кесице која је диплоидна са другом (хаплоидном) сперматичном ћелијом полена. Код голосеменица ендосперм је хаплоидан и формиран је пре оплођења па се назива и примарни.
Семењача је слабије или јаче развијена опна, једнослојна или вишеслојна, која настаје од интегумената семеног заметка. На њој се обично уочава пупчани ожиљак (хилум)(бела тачка код семена дивљег кестена) и микропила отвор кроз који семе упија влагу и кроз који коренак прораста при клијању. Семењача може да има и друге додатке (арилус, куринкулус, криоца...) 
Величина, маса и облик семена јако варирају код различитих врста биљака. Посебно велика семена имају неке палме као што је Двојни кокос Lodoicea maldivica (J.F.Gmelin) Persoon и до 20 kg, а најситнија су код орхидеја (стоти делови милиграма). Интересантан је пример рогача (Ceratonia siliqua L.) чија су семена толико постојане (непроменљиве) масе од 0,2g, да су служила као тегови за мерење драгог камења и бисера па је (карат) добио назив по рогачу.
Свака биљка образује велики број плодова и семена (или само семена код голосеменица) којима се распростире и тиме обезбеђује опстанак сопствене врсте. Свако зрно се не развија у нову биљку. Многа семена доспевају у неповољне услове за клијање и развиће. Стварањем великог броја семена се, у ствари, обезбеђује да се што већи њихов број нађе у повољним условима и развије у нову биљку. 

## Историја
Прве копнене биљке еволуирале су пре око 468 милиона година, и оне су се размножавале помоћу спора. Најстарије биљке које су носиле семе биле су голосеменице, које нису имале јајнике који би садржали семе, а настале су негде током касног девонског периода (пре 416 милиона до 358 милиона година). Од ових раних голосеменица, семенске папрати су еволуирале током периода карбона (359. до пре 299 милиона година); имале су овуле које су се носиле у купули, и оне су биле групе окружујућих грана које су се могле користити за заштиту семена у развоју.

## Продукција семена
Семе се производи у неколико сродних група биљака, а њихов начин производње разликује ангиосперме („затворено семе“) од голосеменица („голо семе“). Семе ангиосперме се производи у тврдој или меснатој структури која се зове плод који обухвата семе ради заштите како би се обезбедио здрав раст. Неки плодови имају слојеве и тврдог и меснатог материјала. Код голосеменица се не развија никаква посебна структура која би обухватила семе, које почиње свој развој „голо“ на листовима шишарки. Међутим, семе се прекрива љускама шишарки док се развијају код неких врста четинара.
Производња семена у природним биљним популацијама увелико варира из године у годину као одговор на временске варијабле, инсекте и болести, и унутрашње циклусе унутар самих биљака. У периоду од 20 година, на пример, шуме које се састоје од боровине и кратколисног бора произвеле су од 0 до скоро 5,5 милиона здравих семенки бора по хектару. У овом периоду било је шест незнатних, пет лоших и девет добрих семенских усева, када је оцењивано за производњу адекватних садница за природну репродукцију шума.

## Типови семена
Према врсти хранљивог ткива и месту где се оно налази разликује се:
- семе са ендоспермом (албуминско), код којих ендосперм чини главну масу, док је клица незнатан део семена; најраспрострањенији је тип семема; имају га житарице и све остале траве, биљке из породице помоћница (Solanaceae), љиљана (Liliaceae) све голосеменице и др.
- семе без ендосперма (ексалбуминско) код којих котиледони апсорбују сав или скоро сав ендосперм тако да он не постоји или се налазе један до два слоја овог ткива; такво је семе лептирњача (Fabaceae), главочика (Asteraceae), ружа (Rosaceae), крсташица (Brassicaceae) итд.
- семе са периспермом хранљивим ткивом вегетативног порекла јер настаје од нуцелуса; имају га представници породице каранфила (Caryophyllaceae), Chenopodiaceae и др.
- семе са ендоспермом и периспермом садржи хранљиво ткиво двојног порекла и ређе се јавља; има га нпр. бибер.

## Структура

### Клица (ембрион)
Клица настаје деобама оплођене јајне ћелије. На њој се разликују следећи делови:
- коренак или радикула,
- стабаоце испод клициних листића или хипокотил
- клицини листићи или котиледони
- стабаоце изнад клициних листића или епикотил
- пупољчић или плумула

### Семењача
Семењача (лат. testa = цигла, цреп, љуска, кора) је део семена који се налази на површини самог семена и штити језгро. Семењача настаје од интегументана или интегумента уколико постоји само један.
Ретко у састав семењаче улази и део nucelusa. Семењача има пре свега механичку улогу. Због тога су зидови ћелија семењаче често дебели, одрвенели или оплутњали. Само код оних биљака где је  семе стално заштићено плодовим омотачем семењача је врло танка, често састављена само из два до три, понекад само од једног слоја ћелија (на пример: житарице, бресква, шљива итд.). Међутим, ако плодов омотач не штити довољно семе или семе рано излази из плода, семењача је врло чврста и кожаста (пасуљ, грашак), коштана (винова лоза), или кораста (мак). Семењача код семена неких биљака има разне скулптуре у виду квржица, удубљења, бодљи или крила.

## Функције
Семе има неколико функција за биљке које их производе. Кључне међу овим функцијама су исхрана ембрионa, дисперзија на нову локацију и мировање током неповољних услова. Семе је у основи средство за репродукцију, а већина семена је производ сексуалне репродукције која производи ремиксовање генетског материјала и варијабилности фенотипа на које делује природна селекција. Семе биљака садржи ендофитне микроорганизме који могу да обављају различите функције, од којих је најважнија заштита од болести.

## Семенски микробиом
Семе садржи разнолику микробну заједницу. Већина ових микроорганизама се преноси са семена на саднице у развоју.